# إيدن إسبينوزا
إيدن إسبينوزا (بالإنجليزية: Eden Espinosa) هي مغنية وممثلة أمريكية، ولدت في 2 فبراير 1978 في آناهايم في الولايات المتحدة.

## أعمال

### أفلام
- رابونزل وخطوات إلى السعادة

## وصلات خارجية
- إيدن إسبينوزا على موقع IMDb (الإنجليزية)
- إيدن إسبينوزا على موقع ألو سيني (الفرنسية)
- إيدن إسبينوزا على موقع ميوزك برينز (الإنجليزية)
- إيدن إسبينوزا على موقع قاعدة بيانات برودواي على الإنترنت (الإنجليزية)
- إيدن إسبينوزا على موقع أول ميوزيك (الإنجليزية)
- إيدن إسبينوزا على موقع ديسكوغز (الإنجليزية)
- إيدن إسبينوزا على موقع قاعدة بيانات الفيلم (الإنجليزية)
- إيدن إسبينوزا على موقع كينوبويسك (الروسية)